# Asphalt Urban GT 2
Asphalt: Urban GT 2 – komputerowe wyścigi wydane w 2005 przez Gameloft. Gra wyszła na przenośne konsole N-Gage, PlayStation Portable, Nintendo DS, a także w formacie Java ME na telefony komórkowe.

## Rozgrywka
W grze istnieje możliwość wizualnego tuningu auta, poza zmianą koloru lakieru również zmianę felg, dodanie naklejek, dodanie neonów, oraz zmianę bodykitu. Gra oferuje duży wybór samochodów i motocykli. W Asphalt przedstawiono świat nielegalnych wyścigów, a co za tym idzie pościgi policyjne z udziałem policyjnych wozów np.: Ford Crown Victoria, policyjny Hummer a także policyjne Lamborghini Gallardo, w przypadku wysokiego poziomu zainteresowania w pościgu bierze udział również policyjny helikopter.